# Panagaeus
Panagaeus is een geslacht van kevers uit de familie van de loopkevers (Carabidae). De wetenschappelijke naam van het geslacht is voor het eerst geldig gepubliceerd in 1802 door Latreille. Loopkevers uit deze onderfamilie worden gekenmerkt door twee grote rode vlekken op de dekschilden.
In Nederland en België komen slechts twee soorten voor. De soorten komen in een verschillend habitat voor. P. bipustulatus komt voor in droge habitats op voornamelijk lemige of kalkhoudende bodems. P. cruxmajor is zeldzamer en komt voor op voornamelijk kleibodems in natte gebieden zoals langs rivieren, beken of in vochtige graslanden. 

## Soorten
Het geslacht Panagaeus omvat de volgende soorten:
- Panagaeus abei Nakane, 1997
- Panagaeus asuai Ogueta, 1966
- Panagaeus bipustulatus (Fabricius, 1775)
- Panagaeus coreanus Nakane, 1997
- Panagaeus cruciger Say, 1823
- Panagaeus cruxmajor Linne, 1758
- Panagaeus davidi Fairmaire, 1887
- Panagaeus fasciatus Say, 1823
- Panagaeus japonicus Chaudoir, 1861
- Panagaeus panamensis LaFerte-Senectere, 1851
- Panagaeus piacenzae Dellabeffa, 1983
- Panagaeus quadrisignatus Chavrolat, 1835
- Panagaeus relictus Semenov & Bogachev, 1938
- Panagaeus robustus A. Morawitz, 1862
- Panagaeus sallei Chaudoir, 1861